# Mschatta-Fassade
Die Mschatta-Fassade ist die mit Reliefs bedeckte Fassade der jordanischen Wüstenresidenz von Mschatta aus der Mitte des 8. Jahrhunderts.

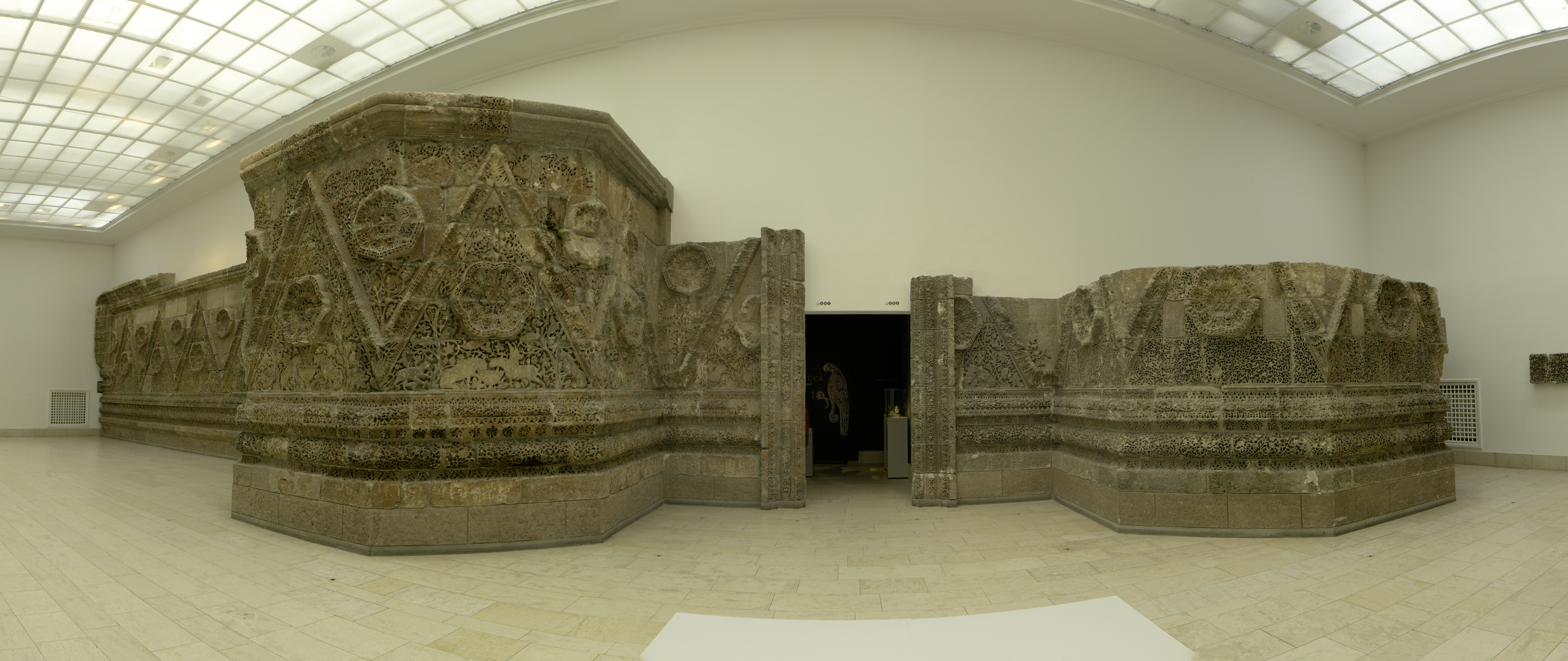
Die Mschatta-Fassade (2010)

## Geschichte

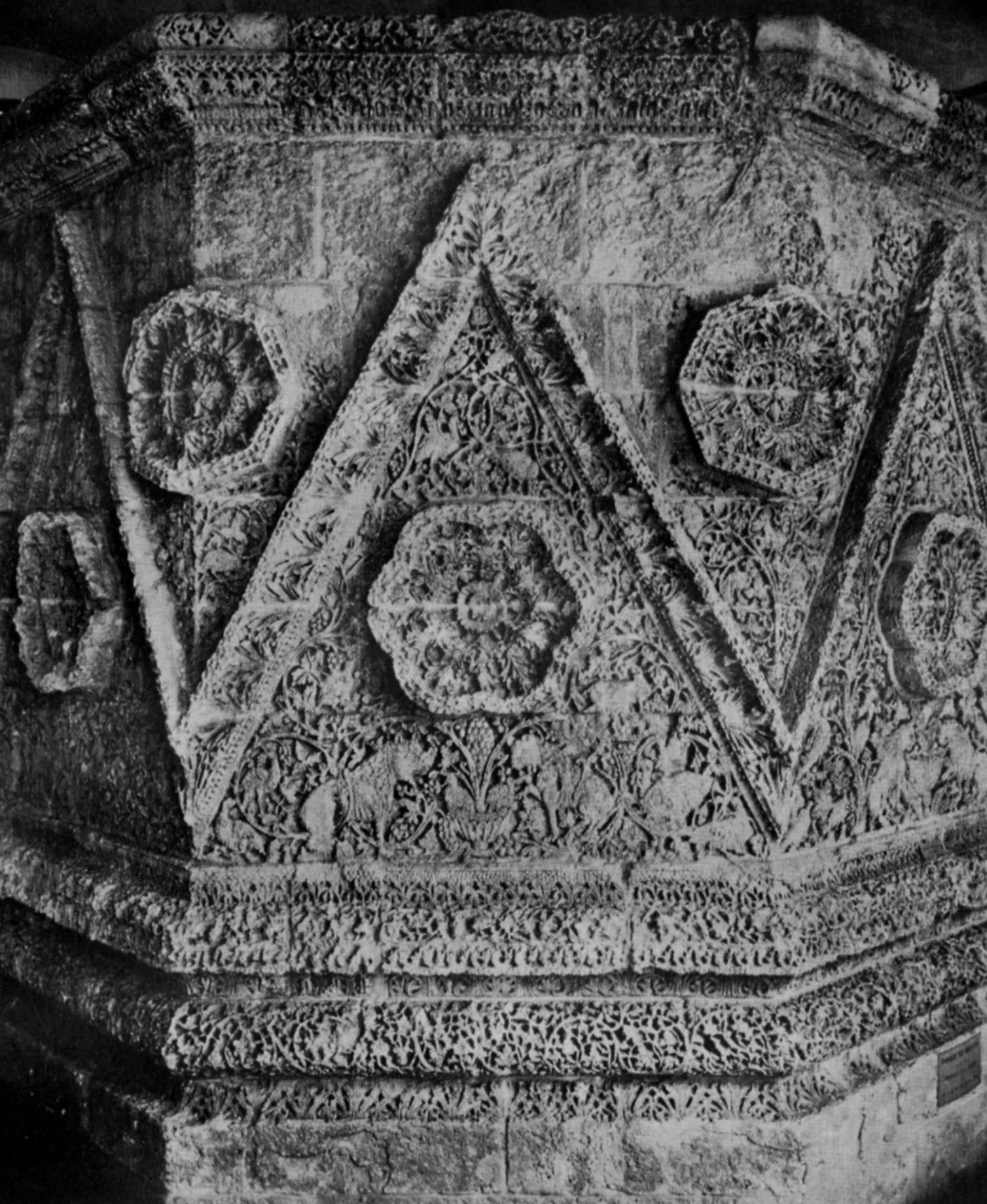
Turmfries (Aufstellung im Kaiser-Friedrich-Museum)

Die Fassade gehörte zu dem Palast von Mschatta, dessen Ruine ca. 30 Kilometer südlich der jordanischen Hauptstadt Amman liegt. Noch heute befinden sich Teile auf dem Gelände des Flughafens von Amman in Jordanien.
Es handelt sich bei der Gesamtanlage um eine umayyadische Anlage von quadratischem Grundriss mit 144 Meter innerer Seitenlänge und einem zentralen Hof von 57 Meter Länge. Der Palast darin wurde wahrscheinlich in der Regierungszeit des Kalifen Al-Walid II. (743–744) begonnen. Er blieb nach der Ermordung des Kalifen unbeendet und wurde wenig später von einem Erdbeben zerstört. Die Bezeichnung Mschatta („Winterlager“) wurde von den Beduinen übernommen, da man keine Überlieferung des ursprünglichen Namens fand.
Sie wurde 1840 europäischerseits „wiederentdeckt“. Weil befürchtet wurde, dass nach dem Bau der Hedschasbahn in unmittelbarer Nähe der Ruine aus dem Kulturdenkmal wertvolle Bauteile verwendet werden könnten, gewann Josef Strzygowski Wilhelm von Bode für die Idee, die Fassade für die Berliner Museen zu erwerben. Bode schlug dies Kaiser Wilhelm II. zunächst in einer Audienz und anschließend in einer Denkschrift vom 3. April 1902 vor. Schließlich wurde die Fassade zum Abbau durch den osmanischen Sultan Abdülhamid II. an Kaiser Wilhelm II. verschenkt. Die Hedschasbahn ermöglichte dann auch den unproblematischen Abtransport der Fassade. Der größere Teil gelangte 1903 in das damals im Bau befindliche Kaiser-Friedrich-Museum (heute Bodemuseum). Da sich kurz nach Bode auch Julius Euting mit einem Vorschlag zur Anfertigung von Gipsabgüssen an den Kaiser gewandt hatte, folgte 1904 ein öffentlich ausgetragener Streit über die Urheberschaft der Idee.
1932 wurde die Südfassade im Pergamonmuseum aufgebaut. Im Zweiten Weltkrieg wurde sie schwer beschädigt. Sie ist heute neben dem Aleppo-Zimmer einer der Hauptanziehungspunkte im Museum für Islamische Kunst im Pergamonmuseum in Berlin. Dort war die Fassade auf einer Länge von 33 Metern und einer Höhe von 5 Metern mit zwei Tortürmen aufgebaut und vermittelte ein anschauliches Bild frühislamischer Baukunst, die von römischer naturalistischer Darstellung und frühbyzantinischen Steinmetztechniken in Syrien geprägt ist. Die kombinierte Verlegetechnik von Hausteinen und Ziegeln an den Wänden des Gebäudes, die Anordnung der Räume und die Konstruktion der Gewölbe wird dagegen auf persisch-irakischen Einfluss zurückgeführt.

## Abbau und Umzug

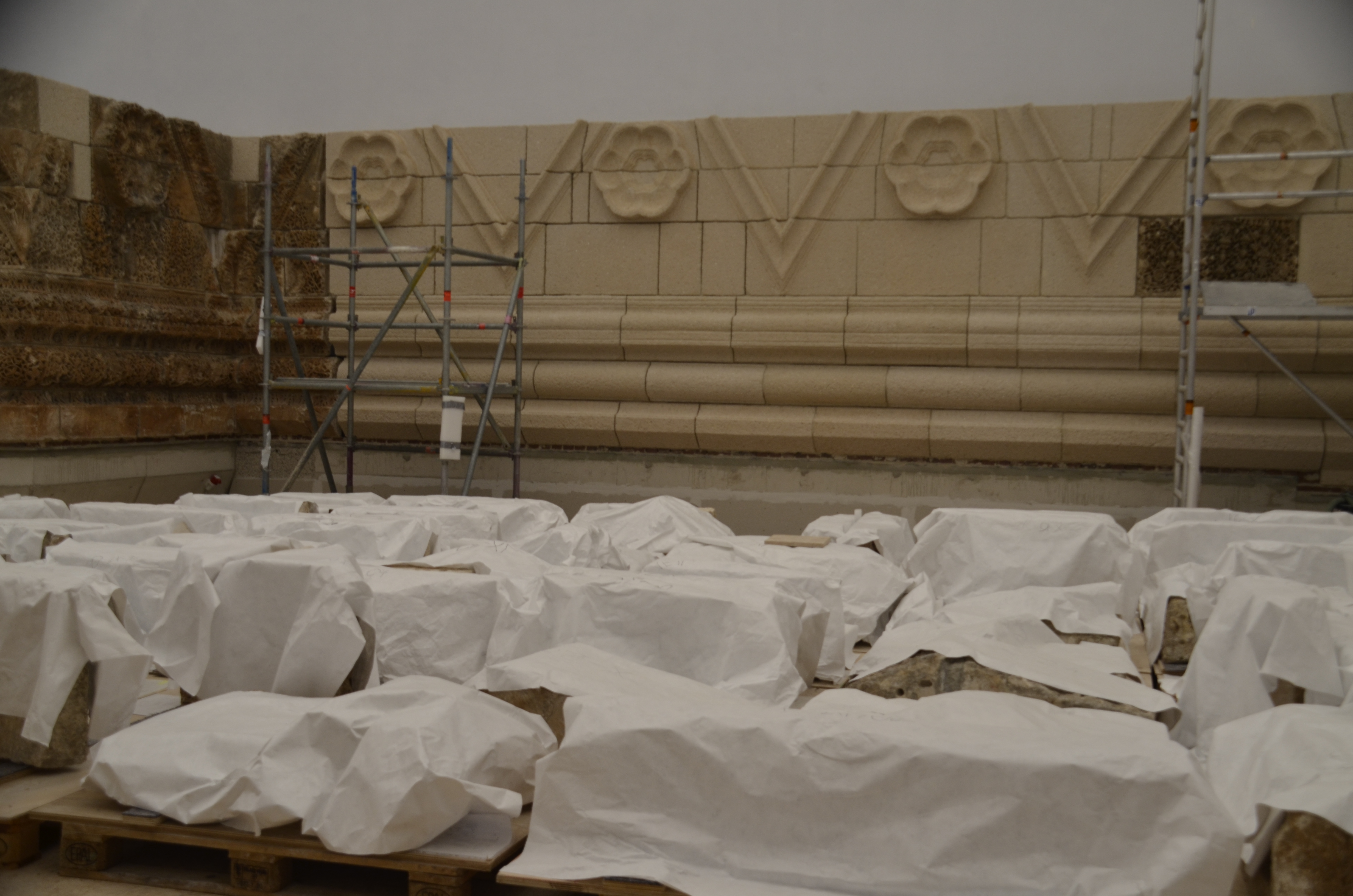
Aufbau im Nordflügel des Pergamonmuseums mit Ergänzungen

Dokumentation des Bauornaments durch Holger Grönwald (2012)

Ab Frühjahr 2022 wurde die Fassade abgebaut und für den Umzug in den Nordflügel des Pergamonmuseums vorbereitet. In der neuen Dauerausstellung wird die Fassade durch behutsame Ergänzungen und einen breiteren Tordurchgang insgesamt 45 Meter Länge erreichen.